# Joseph Pilié
Gilbert „Gil“ Joseph Pilié (* um 1789 in Mirebalais, Kolonie Saint-Domingue; † 1846 in New Orleans, Louisiana) war ein US-amerikanischer Maler, Zeichenlehrer, Architekt und Stadtvermesser in New Orleans. Er war kreolischer Abstammung.

## Werdegang
Joseph Pilié wurde um 1789 als Sohn von Louis Pilié und Marguerite Elisabeth Deschamps in der französischen Kolonie Saint-Domingue auf der Insel Hispaniola geboren und wuchs dort auf. Seine Kindheit und Jugend waren vom Unabhängigkeitskrieg gegen Frankreich überschattet, welcher zu der Gründung des Staates Haiti führte. Vor 1805 wanderte er dann in die Vereinigten Staaten aus und ließ sich dort in New Orleans (Louisiana) nieder, welches im Jahr 1803 als Teil vom Louisiana Purchase durch die Vereinigten Staaten von der Ersten Französischen Republik erworben wurde.
Am 17. Februar 1805 trat er eine zweijährige Anstellung bei dem Landvermesser, Architekten und Ingenieur Barthélémy Lafon an. Als Entlohnung erhielt er während dieser Zeit 16 Dollar pro Monat, Essen und einen Platz zum Schlafen. Zu seinen Tätigkeiten gehörten das Anfertigen von Zeichnungen, Anrissen (Vorzeichnungen), Kopien etc., aber auch geografische und geodätische Tätigkeiten.
Pilié machte sich 1808 selbstständig. Er war als Maler von Porträts, Landschaften und Blumen (Stillleben) tätig, gab aber auch Unterricht in Zeichnen und Malen. Außerdem fertigte er architektonische Pläne und topografische Karten an. Sein Bekanntheit wuchs in den folgenden Jahren schnell. 1818 wurde er zum Stadtvermesser von New Orleans ernannt – ein Posten, welchen er bis 1836 innehatte. Wegen der Unterteilung von New Orleans im Jahr 1836 in drei eigenständige Stadtbezirke, wurde er 1836 zum Stadtvermesser vom Second Municipality ernannt, dem heutigen Geschäftsbezirk von New Orleans. Im Jahr 1843 wurde er zusätzlich zum Stadtvermesser vom First Municipality ernannt. Pilié gab 1844 seine Stellungen auf und zog sich wegen seines schlechten Gesundheitszustandes vom öffentlichen Leben zurück. Während seiner Tätigkeit ging er öffentlichen und privaten Vermessungsaufträgen nach, erstellte aber auch architektonische Pläne. In diesem Zusammenhang entwarf er die erste eiserne Umzähnung um den Jackson Square und den Triumphbogen, welcher auf dem Jackson Square errichtet wurde für den Besuch des Marquis de Lafayette in New Orleans im Jahr 1825.
Er heiratete 1813 Thérése Anne Deynaut (1798–1839), Tochter von Joseph Christophe Deynaut und Marie Thérése Valade, welche in Dondon (Kolonie Saint-Domingue) geboren wurde. Das Paar bekam mindestens zwei Kinder: eine Tochter namens Celina (1816–1866) und den Stadtvermesser Louis Henri Pilié.